# 本佐倉城
本佐倉城（もとさくらじょう）は、千葉県佐倉市大佐倉と印旛郡酒々井町本佐倉にまたがる将門山にあった日本の城。千葉氏後期の本拠地となった。
文明年間（1469年-1486年）の築城で、国の史跡に指定されている。2017年（平成29年）4月6日、「続日本100名城」（121番）に選定された。

## 歴史
室町時代後期に千葉宗家を倒して家督を奪った馬加氏（まくわりし）は、将軍足利義政の命により千葉実胤と自胤を支援した東常縁に討たれ滅亡した。また太田道灌も実胤・自胤を支援し江戸城を築城するなどした。だが、馬加康胤の子（異説あり）・千葉輔胤は、古河公方足利成氏と結んで下総国を平定したことで宗家の地位を確保し、文明年間に従来の亥鼻城よりも内陸のこの地に城を築いて本拠地を移した。
黒田基樹は佐倉の地がこれまで軍事的拠点として登場したことがないこと、輔胤を馬加康胤の子では無く庶流の岩橋氏出身とする立場からすると佐倉が元々岩橋氏の勢力圏に属していたことに注目している（それまで輔胤は平山城などを本拠としていたが、足利成氏が上杉氏と和睦をするのに反対して両勢力の侵攻を受けて勢力を一時的に縮小させていた時期に築城されたと考えられるため）。
具体的な時期については、文明11年（1479年）に太田道灌が千葉輔胤を攻めたときに追い詰められた輔胤の籠城先が臼井城であったことから、この時点ではまだ本佐倉城は完成していなかったと推定されている。『千学集』には文明16年6月3日（1484年6月25日）に千葉孝胤（輔胤の嫡男）が佐倉に城を移したと記され、続いて延徳2年6月8日（1490年6月25日）に佐倉の市立が、同年8月12日（同8月27日）に町立が実施されているため、延徳2年に本佐倉城の本拠地としての整備が本格化したと考えられている。
その後、9代にわたって戦国大名千葉氏宗家の本拠地となったが、天正18年（1590年）、千葉氏が小田原征伐後に改易されると、徳川氏に接収されて一旦は破却され、代わりに城下に陣屋が設置された。
慶長7年（1602年）12月に5万石で松平忠輝が封じられるが、ひと月余後の慶長8年（1603年）2月、信濃国川中島に移封された。
慶長15年（1610年）、軍事上の必要から同地に封じられた小笠原吉次、土井利勝が再び本佐倉城に入って佐倉藩の藩庁が置かれた。
元和元年（1615年）、藩庁の佐倉城への移転と一国一城制により廃城となった。なお、本佐倉の城下町は酒々井宿に移設されて成田街道の宿場町になったと考えられている。

## 城の構造
城域は内郭と外郭に分かれており、内郭は南方に谷が刻まれた半島状の丘陵上に占地し、往時は三方を湿地帯で囲まれた要害であった。一方の外郭は内郭から繋がる丘陵上を自然地形と空堀で分断した広大な地積を持ち、千葉氏の勢力が伸張したのち、家臣団の屋敷地として整備されたと考えられる。

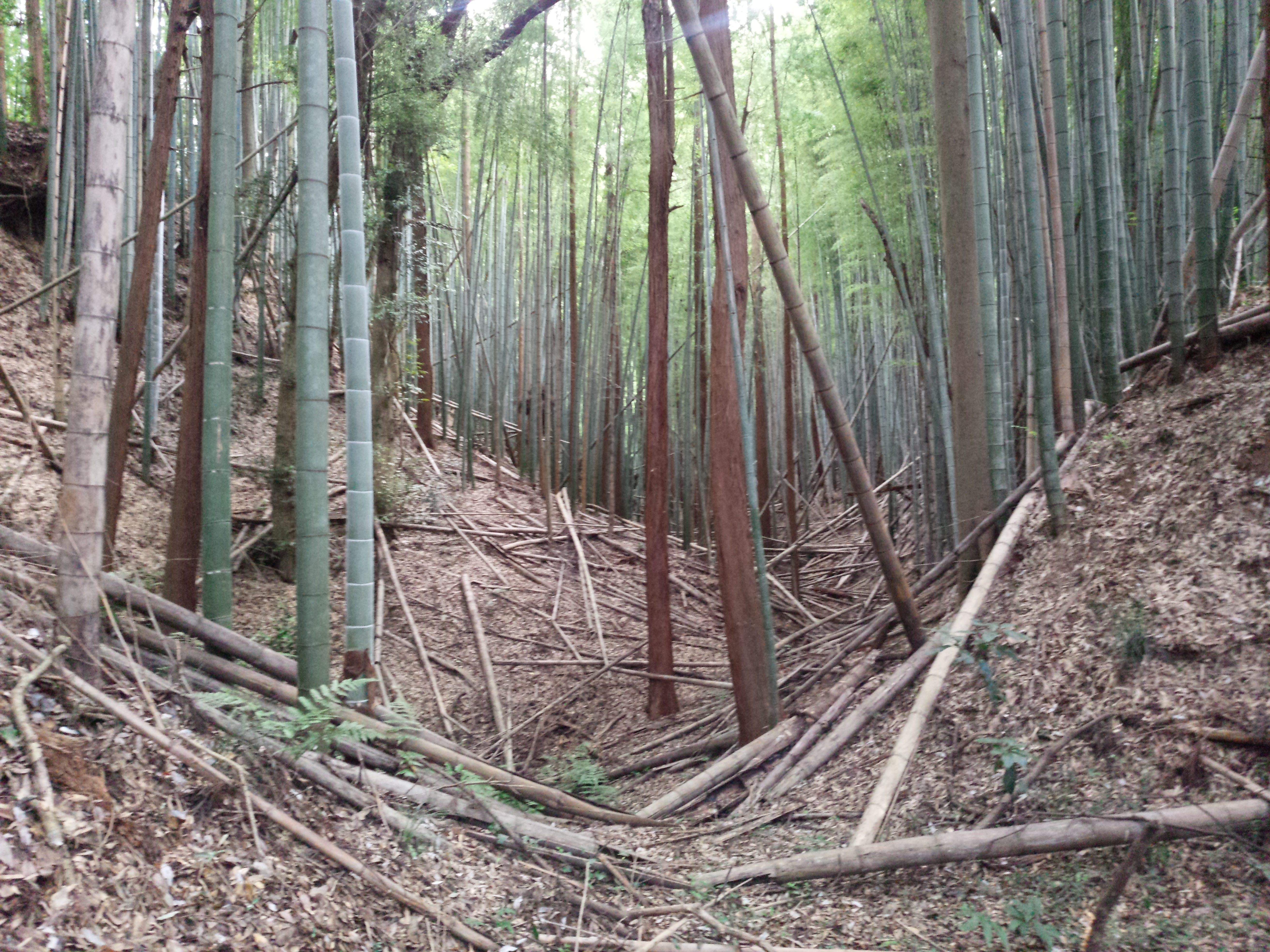
セッティ下の空堀
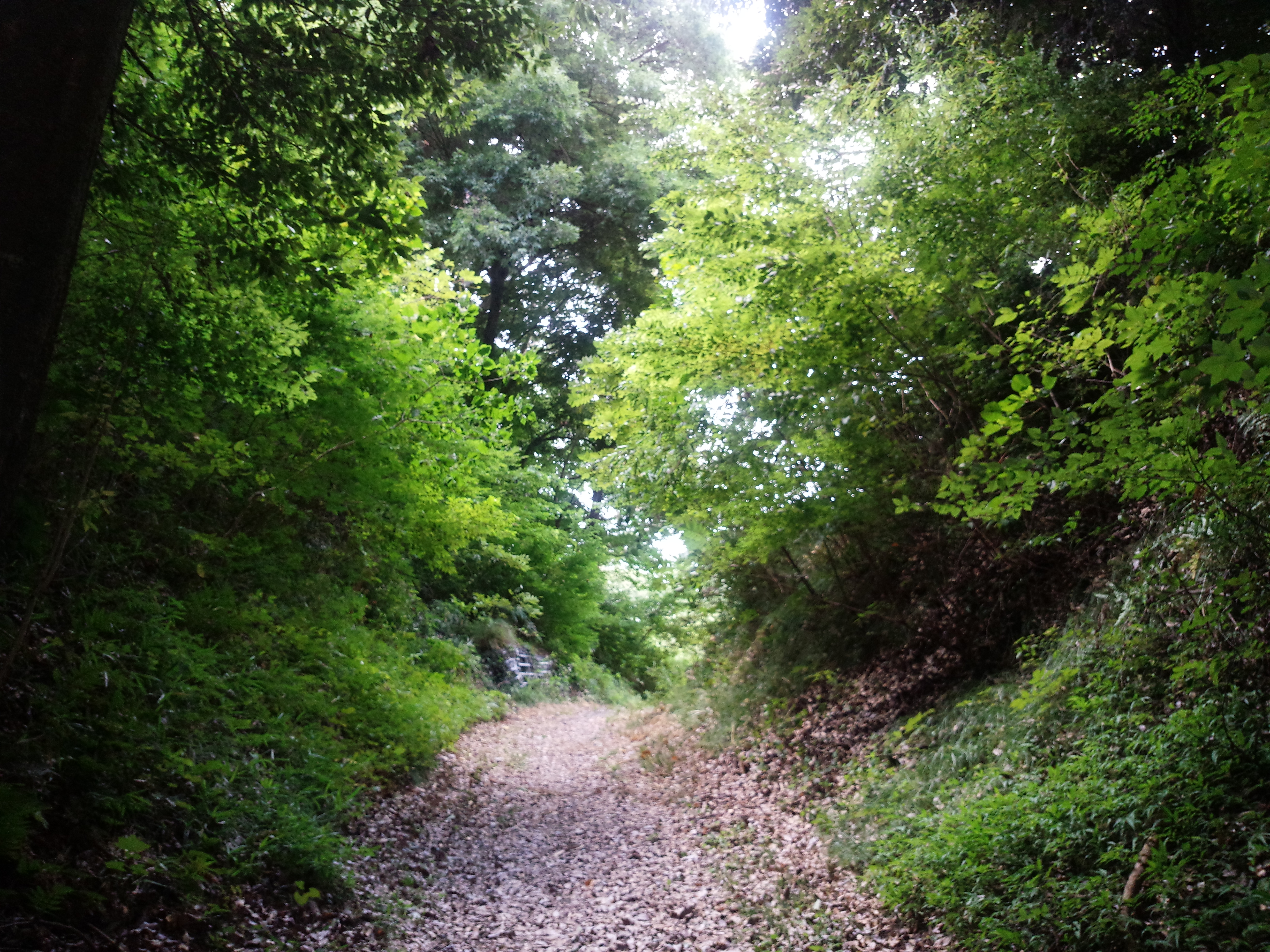
城山下の空堀
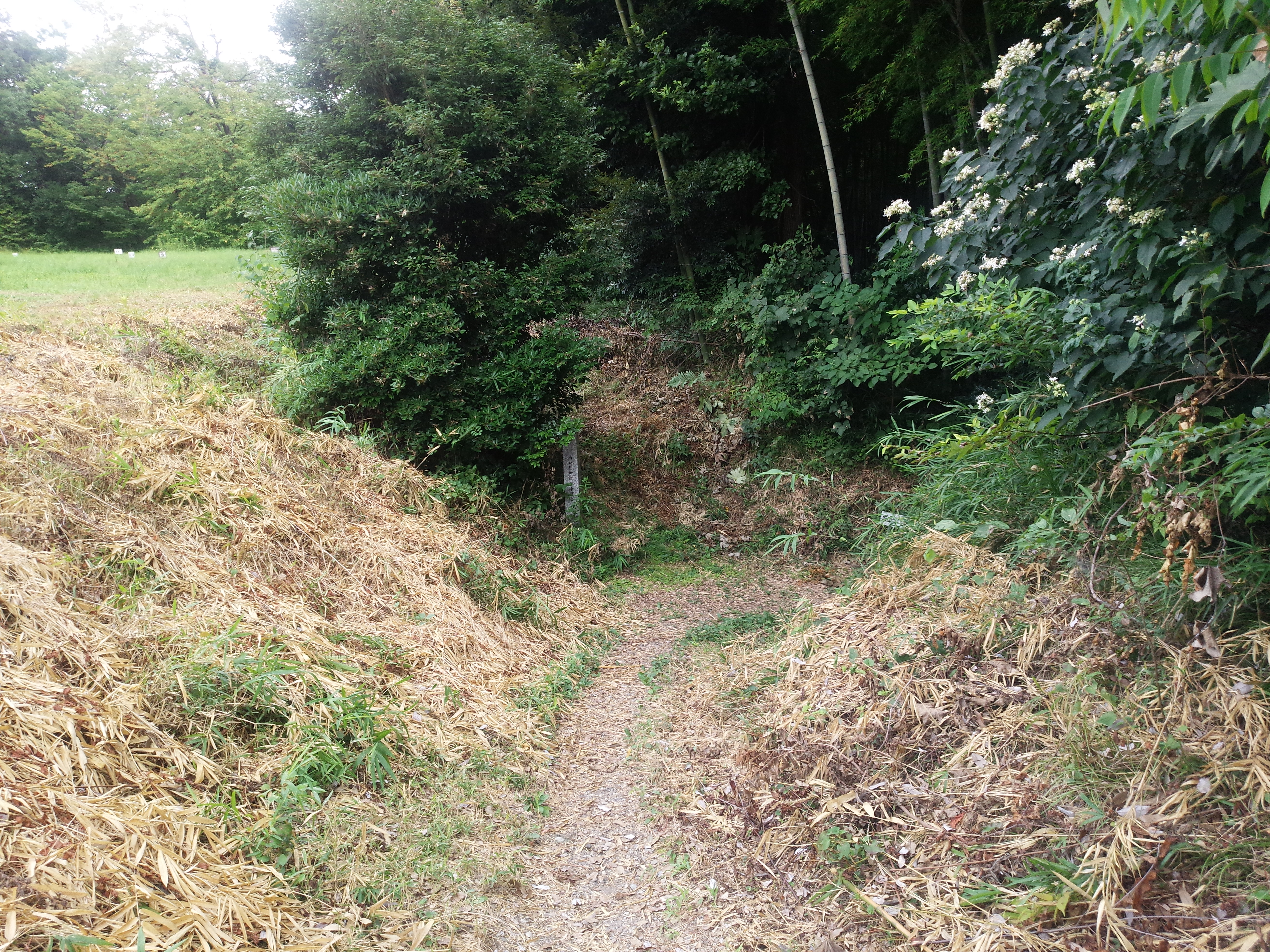
城山(本丸)の桝形虎口
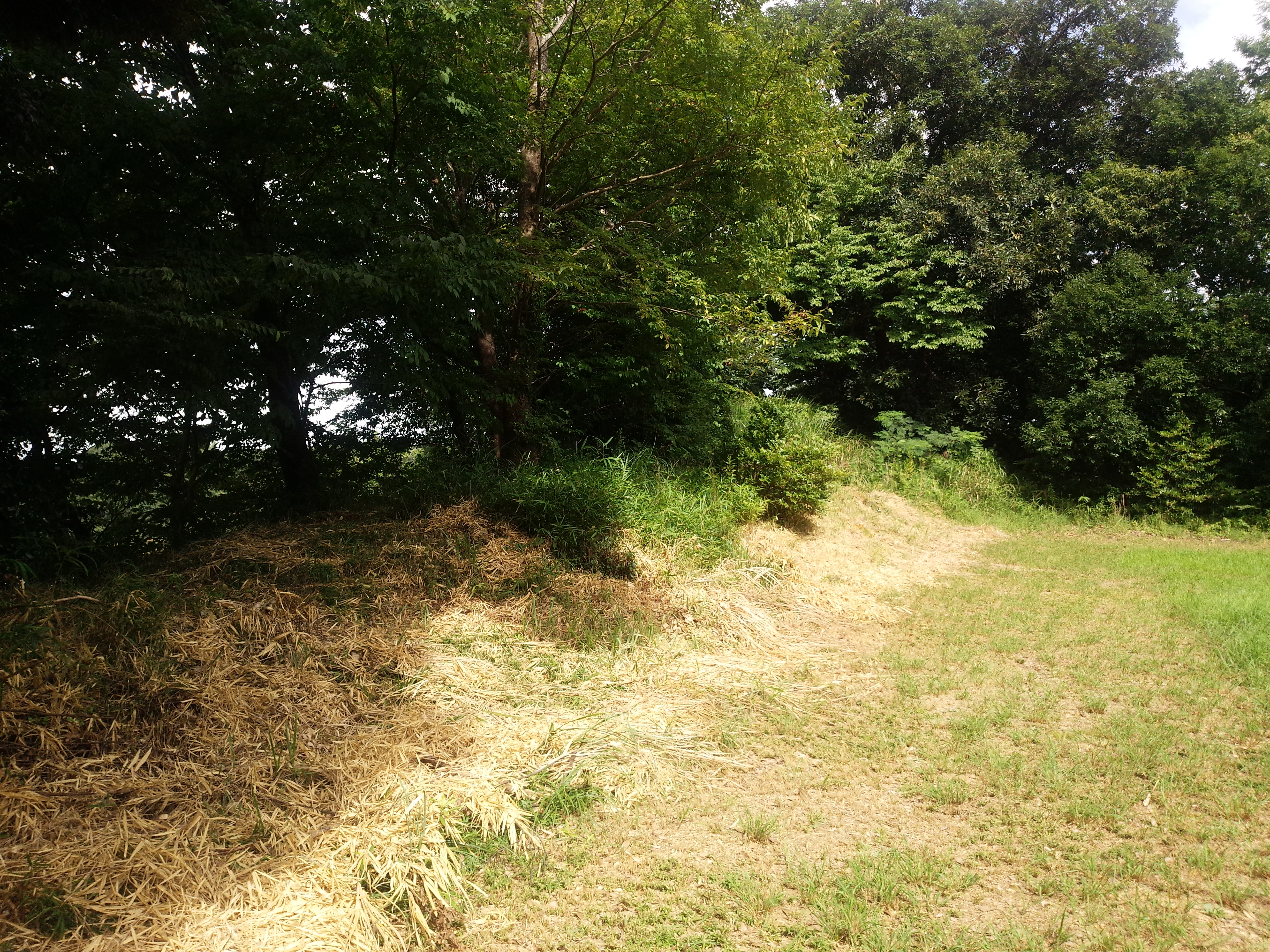
城山の土塁
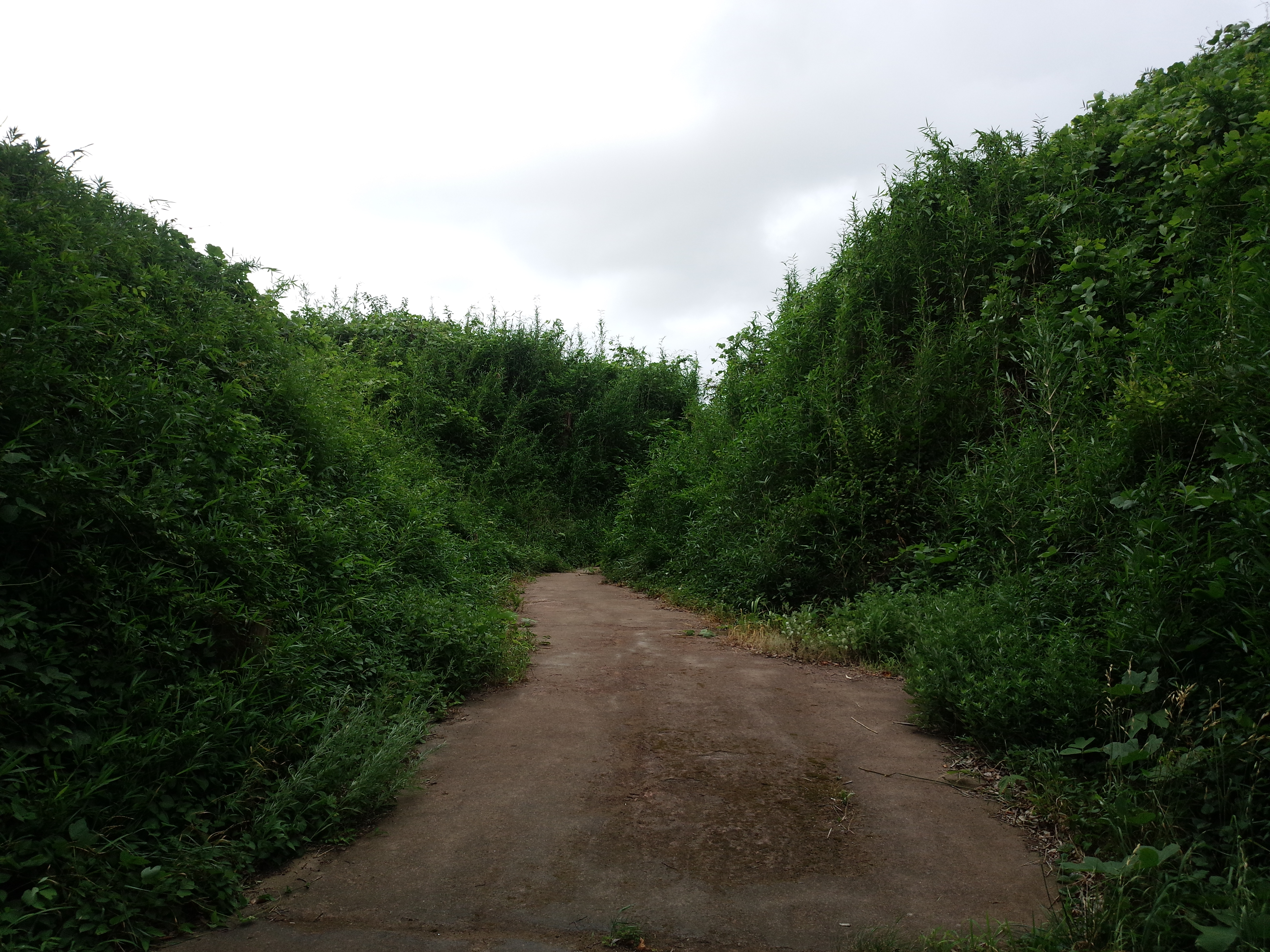
東山虎口

## 史跡指定

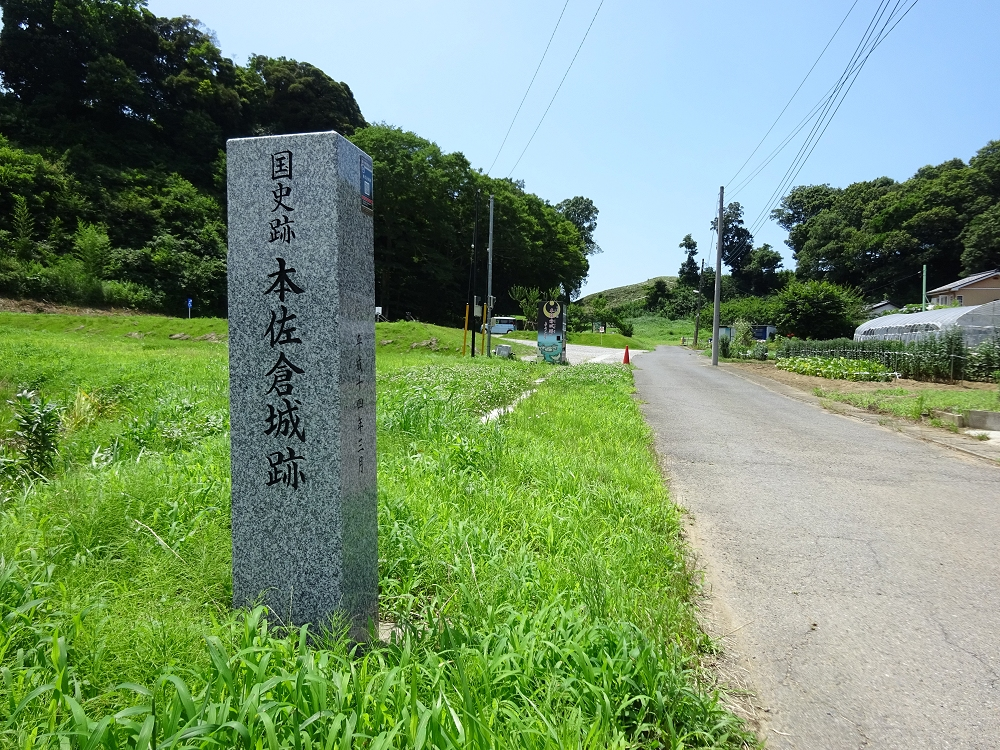
国史跡に指定されている本佐倉城跡

現在でも城の土塁や空堀などの遺構がほぼ完全な姿で遺存しており、1998年（平成10年）9月11日に「本佐倉城跡」の名称で、千葉県内の城郭としては初めて国の史跡に指定された。なお2019年（令和元年）9月現在、本城以外に県内の城郭で国の史跡に指定されているのは、館山市の稲村城と南房総市の岡本城がある（「里見氏城跡・稲村城跡・岡本城跡」）。

## 関連図書
- 『歴史群像No64下総･本佐倉城』学習研究社、2004年